# スキンズ (スポーツウェア)
SKINS（スキンズ）はオーストラリアのアンダーウェアのブランドである。

## 概要
- スポーツ医学の先進国であるオーストラリアの生理学者ブラッド・ダフィーにより設立[1]。
- 当初はエコノミー症候群を軽減する肌着として開発した[2]が、スポーツシーンに浸透し、幅広いアスリートが着用するようした。運動中に最適かつ正確な圧力を与えることによる「動的段階的着任」という最先端技術を出し、オーストラリア理学治療協会から唯一の承認を受けているコンプレッションウェアに応用したパイオニアである[1]。
- 日本では千葉県我孫子市のカスタムプロデュース総代理店として務めた[2]。2013年1月1日からデサントと伊藤忠商事はアジア5地域（日本・韓国・中華人民共和国・台湾・香港）における商標権を取得。伊藤忠商事は独占販売契約を交わし、デサントは総販売代理店となった[2]。
- 2019年に経営破綻、日本市場から撤退。香港の会社にブランドが買収[3]。デサントは2020年9月30日に取り扱い終了となった[4]。
- 2022年に新シリーズを引っ提げて日本市場に復活した[5]。